# Gagea siphonantha
Gagea siphonantha är en liljeväxtart som beskrevs av Karl Heinz Rechinger. Gagea siphonantha ingår i Vårlökssläktet och i familjen liljeväxter.
Artens utbredningsområde är Afghanistan. Inga underarter finns listade.